# Hrvatsko-slavonsko-dalmatinski ministar bez lisnice
Hrvatsko-slavonsko-dalmatinski ministar bez lisnice (ministar za Hrvatsku i Slavoniju) bio je član Ugarske vlade (odnosno zajedničke Ugarsko-hrvatske vlade). Imenovao ga je kralj na prijedlog ugarskog ministra-predsjednika i nije bio odgovoran Hrvatskom saboru, nego zajedničkom parlamentu u Budimpešti.
Dužnost ministra za Hrvatsku i Slavoniju ustanovljena je Hrvatsko-ugarskom nagodbom (članak 44.), sa svrhom zastupanja interesa Kraljevine Hrvatske, Slavonije i Dalmacije. On je bio veza između kralja i Zemaljske vlade Hrvatske, Slavonije i Dalmacije. Kako se ubrzo pokazalo da je ovaj ministar bio više zapreka nego spona, pri reviziji Nagodbe dodana je odredba kako ministar za Hrvatsku mora bez promjene i odugovlačenja slati kralju banove predstavke, i samo u slučaju kad bi nastala dvojba s gledišta državne zajednice ili zajedničkih poslova, koja se nije mogla riješiti u konzultacijama s banom, mogao je zajedno s banovim predstavkama istovremeno kralju podnijeti i svoje primjedbe, odnosno primjedbe zajedničke vlade.

## Popis obnašatelja dužnosti
| Ministar                                                    | Početak            | Kraj                |
| ----------------------------------------------------------- | ------------------ | ------------------- |
| Koloman Bedeković                                           | 8. prosinca 1868.  | 10. veljače 1871.   |
| Petar Pejačević                                             | 10. veljače 1871.  | 25. veljače 1876.   |
| Koloman Bedeković                                           | 25. veljače 1876.  | 10. kolovoza 1889.  |
| Emerik Josipović                                            | 23. kolovoza 1889. | 10. prosinca 1898.  |
| Ervin Cseh                                                  | 10. prosinca 1898. | 27. lipnja 1903.    |
| Nikola Tomašić                                              | 27. lipnja 1903.   | 3. studenog 1903.   |
| Ervin Cseh                                                  | 3. studenog 1903.  | 18. srpnja 1905.    |
| Stjepan Kovačević                                           | 18. srpnja 1905.   | 8. travnja 1906.    |
| Sándor Wekerle                                              | 8. travnja 1906.   | 23. travnja 1906.   |
| Gejza Josipović                                             | 23. travnja 1906.  | 17. siječnja 1910.  |
| Károly Khuen-Héderváry                                      | 17. siječnja 1910. | 22. travnja 1912.   |
| Gejza Josipović                                             | 22. travnja 1912.  | 10. lipnja 1913.    |
| István Tisza                                                | 10. lipnja 1913.   | 21. srpnja 1913.    |
| Teodor Pejačević                                            | 21. srpnja 1913.   | 16. siječnja 1916.  |
| István Tisza (zamjenjivao Teodora Pejačevića)               | 22. kolovoza 1914. | 16. siječnja 1916.  |
| Imre Hideghéthy                                             | 16. siječnja 1916. | 15. lipnja 1917.    |
| Aladár Zichy                                                | 15. lipnja 1917.   | 18. kolovoza 1917.  |
| Dragutin Unkelhäuser                                        | 18. kolovoza 1917. | 29. listopada 1918. |
| Zsigmond Kunfi (Hrvatska tada više nije bila dio Monarhije) | 6. studenog 1918.  | 19. siječnja 1919.  |